# 布尼亚科夫斯基猜想
布尼亚科夫斯基猜想是由俄罗斯数学家维克托·布尼亚科夫斯基于1857年提出的觀點，以判定單變數的整係數多項式{\displaystyle f(x)}的序列中是否會出現無限個質數。以下三个条件是{\displaystyle f(x)}滿足前述造出無限質數的必要條件： 
1. 首項係數为正，
2. 多项式在整数上是不可约的，
3. {\displaystyle f(1),f(2),f(3),\dots }的公因數為{\displaystyle 1}。

而布尼亚科夫斯基猜想这些条件就足够了：也就是說如果{\displaystyle f(x)}滿足前面3點條件，則存在無限多個正整數{\displaystyle n}使{\displaystyle f(n)}是質數。

## 三个条件的討論
第一个条件是必要的，因为如果首項系数是负的那么對所有夠大的{\displaystyle x}都有{\displaystyle f(x)<0}，特別的，對夠大的正整數{\displaystyle n}都有{\displaystyle f(n)}是負數，從而非質數。（这裡需要有素数为正的約定。 ） 
第二个条件是必要的，因为如果{\displaystyle f(x)=g(x)\times h(x)}，其中{\displaystyle g(x)}，{\displaystyle h(x)}都是整係數多項式，那麼由於{\displaystyle g(x)}和{\displaystyle h(x)}都只能有限次的等於-1，0，1，因此{\displaystyle f(x)}都有可能會是合數。 
第三个条件是必要的，這也是顯而易見的。